# Ốc nha
Ốc nha (chữ Hán: 屋牙, tiếng Khmer: ឧកញ៉ា, Oknha) là một chức quan tại nước Chân Lạp xưa.
Chức vụ này tương đương với chức Tri Phủ cùng thời tại Việt Nam. Chức vụ này đứng trên chức Preah (ព្រះ) và dưới chức Neak Oknha (អ្នកឧកញ៉ា) và  tương đương với chức Okya (ออกญา) ở Ayutthaya.
Theo nhà cố vấn về phong tục tập quán người Campuchia Miech Ponn, chức Ốc nha có từ thế kỷ thứ 15, dưới triều đại vua Chao Ponhea Yat. Chức này dùng để thay thế chức Ponhea (ពញា), tương đương chức Phraya (พญา - Phi Nhã) ở Xiêm.
Giữa thế kỷ 15 và thế kỷ 16, chức Ốc Nha có thể dành cho các vị quan cai quản một vùng hoặc một tỉnh, hoặc là các cố vấn thân cận của vua được đặc trách các vấn đề liên quan đến hoàng gia, quân đội, hình luật và nông nghiệp.
Chức Ốc nha có thể được hiểu như một danh xưng "Ngài" hoặc "Quan lớn" (His Excellency) dùng cho các vị quan nội thần và các quan tri phủ hoặc quan cai quản một vùng hoặc tỉnh.
Ngày nay, tại đất nước Campuchia, chức Ốc nha không còn mang ý nghĩa chính trị như xưa.  Chức Ốc nha ngày nay thường được tặng cho các nhà tài trợ lớn cho những dự án quốc gia nhằm thúc đẩy việc tái dựng và phát triển đất nước Campuchia.

## Ốc Nha trong sử Việt
Theo Đại Nam Thực Lục, trong trận đánh Chân Lạp thời vua Nặc Nguyên từ năm 1753 đến năm 1756 của Võ Vương Nguyễn Phúc Khoát, sau khi người Côn Man bị quân Chân Lạp truy sát trên đường về lại đất Bình Thạnh quân Việt đã tiến đánh và giết một vài Ốc Nha của triều đình Chân Lạp.

## Các chức danh khác trong triều đình Chân Lạp
- Talaha[2] hoặc Akkamohasena hoặc Chauvea[3] tương đương với chức Tể tướng.
- Kralahom ក្រឡាហោម, tương đương với chức Bộ trưởng Hải quân, Bộ trưởng Quốc phòng, Thượng thư bộ Binh. Sử Việt hay ghi là Cao La Hâm.
- Yomreach (ឧកញ៉ាយោមរាជ hoặc Phraya Yommarat พระยายมราช trong tiếng Thái) - Bộ trưởng Tư pháp. Sử Việt đôi khi phiêm âm là Nhum Rạch.
- Chakrey tương đương với Bộ trưởng Chiến tranh, Bộ trưởng Bộ binh. Sử Việt đôi khi phiêm âm là Trà Tri.
- Veang tương đương với Bộ trưởng Tài chính, phụ trách Hoàng gia.
- Upayuvareach ឧភយោរាជ uprayorach - vua đã thoái vị (Thái thượng hoàng) hoặc cố vấn của nhà vua.
- Ouparach ឧបរាជ uprāj, Phó vương, đệ Nhị vương hoặc Thái tử, người sẽ kế vị theo danh nghĩa.
- Uparach ឧបយុវរាជ upyuvrāj - phó vương trẻ tuổi, đệ Tam vương, người sẽ kế vị Phó vương.
- ចៅពញា caubñā, đại quan hoặc tương đương với អ្នកឧកញ៉ា (nĕəkʾokñaa).
- Chauvay Srok - tỉnh trưởng.
- Người trong hoàng tộc thay vì gọi ốc nha, sẽ gọi lần lượt là: bồn nha (盆牙 , ពញា Ponhea), chiêu bồn nha (triệu bồn nha 召盆牙 , ចៅពញា Chao Ponhea), tham đích chiêu bồn nha ( សម្ដេចចៅពញា Samdech Chao Ponhea).